# Minnijean Brown-Trickey
Pour les articles homonymes, voir Brown.
Minnijean Brown-Trickey (née le 11 septembre 1941) est une femme politique et l'une des membres des neuf de Little Rock, un groupe de neuf adolescents afro-américains qui ont intégré le lycée central de Little Rock. Cette intégration fait suite à l'arrêt de la Cour suprême des États-Unis, appelé le Brown v. Board of Education, imposant la déségrégation des écoles publiques. 

## Jeunesse
Minnijean Brown-Trickey est née en 1941 à Little Rock en Arkansas. Elle est la fille de Willie et Imogene Brown. Willie Brown a travaillé comme maçon indépendant et entrepreneur en aménagement paysager, tandis qu'Imogene Brown était femme au foyer et aide-infirmière. Minnijean Brown-Trickey est l'aînée de quatre frères et sœurs.
Minniejean Brown-Trickey a commencé sa scolarité en 1956 à Horace Mann, une école entièrement noire située à Little Rock. Elle a ensuite été transférée à l'école secondaire Little Rock Central en 1957 à la suite de l'affaire Brown v. Board of Education. Après son renvoi de Little Rock Central, Minnijean Brown-Trickey a terminé ses études secondaires à New York à la New Lincoln School de Manhattan. 

## Neuf de Little Rock
En septembre 1957, avec l'aide de Daisy Bates, éminente défenseure des droits civils du centre de l'Arkansas, Minnijean Brown-Trickey intègre le lycée central de Little Rock aux côtés de huit autres étudiants afro-américains. Les élèves tentent initialement d'entrer dans l'école le 5 septembre 1957 mais sont arrêtés par la Garde nationale de l'Arkansas, appelée par le gouverneur Orval Faubus. En réponse, le président Dwight D. Eisenhower envoie 1 200 parachutistes américains de la 101e division aéroportée pour aider les neuf de Little Rock à entrer dans l'école. Le 25 septembre 1957, Minnijean Brown-Trickey et huit autres élèves participent à la déségrégation du lycée de Little Rock. 
Malgré la présence des militaires au lycée tout au long de l’année scolaire 1957-58, les neuf étudiants sont harcelés physiquement et verbalement par leurs camarades de classe. Minnijean Brown-Trickey est la première des neuf élèves à être suspendue et renvoyée. Sa suspension résulte d'un incident survenu le 17 décembre 1957. En marchant dans la cafétéria bondée pendant le déjeuner, Minnijean est harcelée et finit par laisser tomber son plateau-repas et renverser du chili sur deux élèves masculins. Elle est suspendue de l'école six jours. Après sa suspension, Minnijean retourne au lycée, mais un élève blanc renverse de la soupe sur elle. Ce dernier n'est suspendu que deux jours. En février, un groupe de filles lui lance un sac rempli de cadenas à combinaison. Elle réplique en les appelant « white trash », ce qui lui vaut d'être immédiatement expulsée. Après son expulsion, les étudiants de Central font circuler une note où il est écrit : « Une de moins, il en reste huit ». 
Après l'incident, Minnijean Brown-Trickey déménage à New York où elle vit avec Kenneth B. et Mamie Clark, deux psychologues afro-américains qui avaient contribué à l’argumentation présentée par l’Association nationale pour la promotion de la couleur (NAACP) dans l’affaire Brown v. Affaire Board of Education.

## Après Little Rock
Minnijean Brown-Trickey étudie à l'Université du Sud de l'Illinois à Carbondale, où elle se spécialise dans le journalisme,. Elle vit au Canada plusieurs années dans les années 1980 et 1990 et y obtient une Maîtrise en travail social de l'Université Carleton à Ottawa, Ontario,. Minnijean revient aux États-Unis dans les années 1990 et travaille dans l'administration Clinton de 1999 à 2001 en tant que sous-secrétaire adjoint à la diversité au Ministère de l'Intérieur,. 
Minnijean Brown-Trickey continue ensuite de défendre les droits des minorités et de l'environnement partout dans le monde : elle fait ainsi des interventions dans 49 États américains, et dans différents pays dont le Canada, l'Angleterre et l'Afrique du Sud,,. L’événement le plus important pour Brown-Trickey a été la cérémonie de remise des prix à Malala Yousafzai.

## Carrière professionnelle
Minnijean Brown-Trickey a reçu de nombreux prix dont un hommage rendu par la Fondation canadienne des relations raciales, le prix International Wolf, la médaille Spingarn et un prix de l'Institut WEB DuBois,. Sous l'administration Clinton, Minniejean reçoit la médaille d'or du Congrès en 1999 aux côtés des autres membres des neuf de Little Rock,.

## Vie privée
En 1967, Minnijean Brown épouse Roy Trickey. Le couple a six enfants avant de divorcer dans les années 1980. Une de ses filles, Spirit Trickey, a travaillé pendant dix ans pour le lieu historique national de Little Rock Central High School à Little Rock. En grandissant, Spirit et ses frères et sœurs étaient très peu au courant de la participation de leur mère aux droits civiques. Minnijean Brown-Trickey n'aime pas parler de son séjour à Central et il lui a fallu trente ans pour en discuter avec ses enfants,. Bien que Spirit ne travaille plus pour le site historique, elle est toujours impliquée dans le film Little Rock Nine et leur histoire. Elle aide également sa mère à rédiger ses mémoires,.

## Représentations dans les médias
L'histoire de Brown-Trickey a été décrite dans deux films de télévision sur les neuf de Little Rock. Elle a été dépeinte par Regina Taylor dans le film de CBS de 1981 Crise at Central High, et par Monica Calhoun dans le film Disney Channel de 1993 The Green Story Ernest.
Un film documentaire sur Brown-Trickey intitulé Journey to Little Rock: L'histoire inédite de Minnijean Brown Trickey (2002) a été produit par North-East Pictures à Ottawa, où elle a vécu pendant les années 1990. 
Thomas Snégaroff retrace l'histoire des neuf membres dans son livre de 2018 Little Rock, 1957: l’histoire des neuf lycéens noirs qui ont bouleversé l’Amérique,.